# Iñaki Isasi
Pour les articles homonymes, voir Isasi.
Iñaki Isasi Flores, né le 20 avril 1977 à Respaldiza, est un coureur cycliste espagnol. Il fait ses débuts professionnels en 2001 au sein de l'équipe espagnole Euskaltel-Euskadi, dont il est l'un des sprinteurs.

## Biographie
Équipier régulier et rapide au sprint, Inaki Isasi n’a obtenu aucune victoire. Il met fin à sa carrière en 2011 pour devenir directeur sportif de l'équipe Euskaltel-Euskadi. Il remplace ainsi Gorka Gerrikagoitia, appelé pour sa part à prendre les fonctions de directeur sportif général, jusqu'alors exercées par Igor González de Galdeano.

## Palmarès

### Palmarès amateur
- 1993
  - Aiarako Bira
- 1998
  - 3e du Tour de Tenerife
- 1999
  - Premio San Prudencio
  - Andra Mari Sari Nagusia
  - 3ea étape du Tour de León
- 2000
  - Champion du Pays basque sur route
  - Champion du Pays basque du contre-la-montre
  - Premio Ega Pan
  - San Gregorio Saria
  - Prueba San Juan
  - Subida a Altzo
  - 2e du Laudio Saria
  - 2e de la Leintz Bailarari Itzulia
  - 3e du Tour d'Alava[1]
  - 3e de la Santikutz Klasika

### Palmarès professionnel
- 2006
  - 3e du Trofeo Calvia

## Résultats sur les grands tours

### Tour de France
5 participations
- 2005 : 122e
- 2006 : 71e
- 2007 : 90e
- 2008 : 104e
- 2010 : 115e

### Tour d'Italie
1 participation
- 2011 : 63e

### Tour d'Espagne
6 participations
- 2003 : 91e
- 2004 : 89e
- 2006 : abandon (9e étape)
- 2007 : 74e
- 2009 : 71e
- 2011 : 71e

## Classements mondiaux
| Année                  | 2006 | 2007 | 2008 | 2009 |
| ---------------------- | ---- | ---- | ---- | ---- |
| Classement ProTour     | 177e |      |      |      |
| Calendrier mondial UCI |      |      |      | 238e |